# Lothar Baumgarten
Lothar Baumgarten (Rheinsberg, Alemanya, 5 octubre 1944 - Berlín, 2 desembre 2018) fou un artista alemany que treballava entre Berlín i Nova York.
Alumne de Joseph Beuys a l'Acadèmia d'Art de Düsseldorf, la seva obra és coneguda per la combinació de paraules i imatges, unides a l'anàlisi crítica que qüestiona l'objectivitat de la fotografia i les representacions occidentals de l'‘altre’. Entre el 1978 i el 1980, Baumgarten va passar divuit mesos en un poble ianomami al sud de Veneçuela, experiència que ha tingut una profunda influència en la seva obra. Ha rebut diversos premis entre els quals destaca el Lleó d'Or de la Biennal de Venècia del 1984.